# Cándido Muatetema Rivas
Cándido Muatetema Rivas (* 20. Februar 1960 in Lubá; † 16. Juni 2014 in Berlin) war Premierminister der Republik Äquatorialguinea und zuletzt Botschafter seines Landes in Deutschland.

## Leben
Cándido Muatetema Rivas studierte Buchführung und Finanzen an der Universität von Pinal del Rio in Kuba und machte dort seinen Hochschulabschluss. Dabei erhielt er sein Diplom in öffentlichem Finanzwesen und öffentlicher Verwaltung. Bis 1991 war er Leiter der Buchhaltung und Datenautomatisierung bei der Firma CODIGET und danach von 1992 bis 1994 Hauptprüfer des Schatzamtes des Staates Äquatorialguinea.
Von 1994 bis 1996 bekleidete er das Amt des Staatssekretärs für Jugend und Sport und wurde danach von 1996 bis 2001 Generalsekretär und Stellvertreter der P.D.G.E. In der dritten und vierten Legislatur unter Silvestre Siale Bileka und Ángel Serafín Seriche Dougan war er gewählter Volksvertreter, unter Dougan auch zweiter Sekretär des Versammlungstisches.
Am 4. März 2001 trat er als Nachfolger von Ángel Serafín Seriche Dougan sein Amt als Premierminister des Landes an und übte dieses bis zum 15. März 2004 aus. Seine Regierung hatte 50 Ministerposten, mehr als in irgendeinem anderen Land der Welt. Sein Nachfolger wurde Miguel Abia Biteo Boricó. Seit dem Mai 2005 war er Außerordentlicher und bevollmächtigter Botschafter der Republik von Äquatorialguinea in der Bundesrepublik Deutschland. Er arbeitete in der Botschaft von Äquatorialguinea in Berlin und leitete diese gemeinsam mit seiner Frau Prisca-Raquel Muatetema Rivas.

## Belege
1. ↑  Fallecimiento de Cándido Muatetema Rivas (Memento des Originals vom 14. Februar 2015 im Internet Archive)  Info: Der Archivlink wurde automatisch eingesetzt und noch nicht geprüft. Bitte prüfe Original- und Archivlink gemäß Anleitung und entferne dann diesen Hinweis.
2. ↑  Länderinformation des Auswärtigen Amtes